# Consuelo Jerí
María Consuelo Jerí (Santiago de Paucaray, 1971) es una cantante peruana.

## Biografía
Jerí nació en Santiago de Paucaray, un distrito del departamento de Ayacucho. Cuarta de once hermanos, desde muy pequeña aprendió las canciones en quechua que su familia interpretaba, especialmente su padre que cantaba en fiestas populares. Con 10 años tuvo que migrar a Lima debido a la violencia terrorista desatada por Sendero Luminoso y las amenazas que recibió su padre, quien era el maestro del pueblo. Posteriormente radicó en Puquio, donde amplió sus conocimientos musicales.
Estudió la carrera de odontología en la Universidad Nacional San Luis Gonzaga de Ica, aunque se decantó por la música. En 2010 publicó su primer disco, Ukumanta Takiy (Canto desde adentro), donde intercala canciones en español y en quechua. Tras este álbum, y otro publicado en 2012 con canciones en vivo llamado Kuychi, participó en el documental de 2013 Sigo siendo de Javer Corcuera.
En 2015 inició un proyecto musical junto al guitarrista Marino Martínez. De esta colaboración nació en 2017 Mayu, su tercer álbum que repasa la música tradicional andina. El dúo ha realizado presentaciones en diversos países de Europa, como Bélgica (Festival Sonamos Latinoamérica en Bruselas), Francia (Casa de América Latina de París), España y Alemania.

## Discografía
- Ukumanta Takiy (2010)
- Kuychi (2012)
- Mayu (2017)

## Filmografía
- Sigo siendo (2013)